# Les joyaux de la princesse
Les Joyaux De La Princesse es el proyecto musical unipersonal del francés Erik Konofal operando en los géneros de la música industrial, neofolk y Dark Ambient, con tintes marciales. Normalmente edita sus obras en forma autogestionada y a través de copias limitadas con mucho cuidado en la presentación gráfica, siempre personalizada, logrando así que se conviertan en objetos de culto e ítems de coleccionista. Algunos de estos lanzamientos exploran la veta más ruidosa y experimental de la música industrial, mientras que otros contiene música melancólica y triste para órgano y piano mezclada con discursos históricos en francés. Les Joyeaux de la Princesse llega también a usar fragmentos de música popular de la época, a veces canciones enteras, que son luego sometidas a todo tipo de tratamientos para darle un sonido difuso que permita relacionarlos con el imperfecto recuerdo de las mismas. Puede decirse que cada disco de Les Joyeaux de la Princesse es un pequeño documento de audio que ilustra un acontecimiento histórico, usualmente ambientado en la Francia de los años 1930s y 1940s. Apasionado de la historia francesa, especialmente del período de la Segunda Guerra Mundial, Konofal siente una atracción casi fetichista hacia el movimiento de extrema derecha que surgió en Francia durante la ocupación nazi para apoyar al Eje. 
Su discografía incluye colaboraciones con otros artistas del género industrial/Dark Ambient, como Regard Extrême, Death In June, Muslimgauze, y Blood Axis. Su sonido es realmente único, y es imposible de ser adscrito a un solo género.
Eric Konofal también tiene varios lanzamientos bajo el alias La Voix Des Nôtres.

## Vida personal
Al margen de su proyecto musical, Erik Konofal es médico, investigador clínico y científico, y desarrollador de proyectos de fármacos. Es consultor médico sénior del Centro Pediátrico de Trastornos del Sueño de la Universidad Robert-Debre de París (APHP). Se desempeñó como Investigador Clínico Principal en el Departamento de Farmacología Clínica y Farmacogenética de la Universidad Robert-Debre de París. Su investigación se ha centrado en las interacciones entre el cerebro y el hierro y la dopamina en sujetos con trastornos neurológicos del sueño (RLS, PLMS) y TDAH. Además, se desempeñó como consultor en el centro de trastornos del sueño del Grupo Hospitalario Universitario Pitié-Salpêtrière (APHP), y se especializó en TDAH, RLS, PLMS y CDH. Inició estudios previos basados en el hierro y su papel en la fisiopatología del TDAH y ha realizado una extensa investigación sobre la relación entre el cerebro y el hierro.
Es cofundador de la empresa farmacéutica NLS y obtuvo la patente estadounidense para mazindol en el tratamiento del TDAH. Fue él quien escribió la justificación científica de Nolazol® y descubrió el perfil farmacológico de mazindol y sus propiedades de unión al receptor de orexina-2. Es autor de más de 70 publicaciones revisadas por pares en el área de los trastornos del sueño y otras enfermedades del SNC.

## Discografía
- Aux Petit Enfants De France, Cassette (Box) (1989). Originalmente se editaron sólo 49 copias en una caja con forma de ataúd. El sello Tesco lo reeditó en CD en una tirada de 1000 copias.
- Östenbraun con Death In June, 2 x Cassette (Box) (1989). La tirada original, en casete, incluía una entrevista a Douglas Pearce. La reedición en CD contiene bonus tracks pero no contiene la entrevista.
- Die Kapitulation: L'Allemagne Année Zero, 7" (1994), limitado a 500 copias.
- Die Weiße Rose con Regard Extrême, CD, 7" (Box) (1997), 600 copias.
- Douce France, 10" (1997)
- Terrorisme Islamique 10" compartido con Muslimgauze, (1997).
- Wolf Rune con Freya Aswynn (exintegrante de Sixth Comm), 7" (1997).
- Exposition des Arts et Techniques-Paris 1937 2 x CD, 7" (Box) (1998) Apenas 60 copias que se compraban por suscripción.
- Croix De Bois, 5" Flexi-Disk (2000).
- Croix De Bois - Croix De Feu, 10" (2000).
- Absinthe - La Folie Verte con Blood Axis, CD (2001).
- Absinthe - La Folie Verte (Studio- & Live-Tracks) 2 x 10" (Box) (2002).
- Absinthia Taetra (Live) CD (2004).
- In Memoriam P. Henriot 1889-1944 2 x 10" (Box) (2004), dedicado al dirigente de la extrema derecha católica francesa Philippe Henriot.
- 1940 - 1944 3 x CD (Box) (2006).
- Aux Volontaires Croix De Sang CD (2007), dedicado al movimiento Croix de Sang previo a la IIGM.
- Aux Volontaires Croix De Sang CD, 5" (box) (2007)
- Weihnachtstraum (2007)
- Il Disait La Verité... Ils L'Ont Tué (2008)
- Bei Einbrechender Nacht (2009)
- La Lumière Bleue / Das Blaue Licht (2009)
- L'Allemagne Année Zero  (2009)
- Paris 1937 (2010)
- Fonderie d'Acier (2010)
- Manifeste Pour L'Êternité (2011)
- Muslimgauze (2012)
- A Toutes les Victimes des Bombardements (2012)
- Camarades Avante (box de 4 CDs, 1 bandera francesa, 9 fotografías y dos réplicas de postales antiguas). Sólo se editaron 50 copias numeradas. (2017)

- Datos: Q1710565